# Makefu
Makefu est une commune et un village de Niue. Selon le dernier recensement de 2006, il a une population de 62 habitants.
Sur son territoire se trouve la grotte d'Avaiki.